# Athen-Zentrum (Regionalbezirk)
Der Regionalbezirk Athen-Zentrum (griechisch Περιφερειακή Ενότητα Κεντρικού Τομέα Αθηνών Periferiakí Enótita Kendrikoú Toméa Athinón) ist einer von acht Regionalbezirken der griechischen Region Attika. Er wurde anlässlich der Verwaltungsreform 2010 aus der Gemeinde Athen und einiger benachbarter Gemeinden des Präfekturbezirks Athen gebildet. Proportional zu seinen 1.002.212 Einwohnern entsendet das Gebiet 22 Abgeordnete in den attischen Regionalrat, hat aber keine weitere politische Bedeutung als Gebietskörperschaft. Es gliedert sich in die Gemeinden Athen, Dafni-Ymittos, Filadelfia-Chalkidona, Galatsi, Ilioupoli, Kesariani, Vyronas und Zografos.